# Стівен Сандей
 
Стівен Обаян Сандей (англ. Stephen Obayan Sunday), відоміший, як Санні (англ. Sunny; 17 вересня 1988, Лагос, Нігерія) — нігерійський футболіст, півзахисник клубу «Пафос». Провів один матч у складі збірної Нігерії.

## Кар'єра

### Клубна
Починав свою кар'єру в Нігерії з ФК «Ебедей» і «Джегеде Бабес». 2003 року він взяв участь у двох молодіжних чемпіонатах у Швеції та Іспанії, де непогано проявив себе. Після участі в останньому його помітили іспанські скаути, і як наслідок він підписав контракт на п'ять років з «Полідепортіво» з другого іспанського дивізіону.
Санні став регулярним гравцем «Ехідо», провівши 63 матчі в 2005 - 2007 роках, і зрештою 2007 року підписав контракт з «Валенсією». Після одного сезону, проведеного у складі «кажанів», він майже не грав, і його віддали в оренду до «Осасуни». Наприкінці січня 2009 року Санні цілком міг опинитися в «Портсмуті», але зрештою його перехід не відбувся через фінансові труднощі.
30 червня 2009, після ще одного невдалого сезону, який затьмарили травми, Санні віддали в оренду до «Бетіса», з умовою можливого викупу трансферу.

### У збірній
Хоч Санні й народився в Нігерії, але мав право грати за Іспанію за правилами ФІФА, які дозволяють гравцям віком до 21 року з подвійним громадянством змінити свою збірну, якщо вони ще не виступали за збірну команду іншої країни. Стівен вибрав Іспанію, і майже відразу ж його викликали в збірну до 19 років, з якою він взяв участь у чемпіонаті світу 2007 в Канаді.

## Досягнення
Володар Кубка Іспанії: 2007/08